# Zagazig
Zagazig (ar. الزقازيق‎) je grad u Donjem Egiptu. Nalazi se u istočnom dijelu delte rijeke Nil, te je glavni grad guvernata Sharqia. Godine 1999. u gradu je živjelo oko 279.000 stanovnika.
Ruševine starog grada Bubastisa nalaze 3 kilometra jugoistočno od grada.
Sveučilište Zagazig s fakultetima u različitim područjima znanosti i umjetnosti jedno je od najvećih egipatskih sveučilišta. Također postoji ogranak Sveučilišta Al-Azhar, najvećeg islamskog sveučilišta na svijetu.
Zagazig je rodno mjesto poznatog koptskog novinara, filozofa i društvenog kritičara Salamoma Moussoma.

## Vanjske poveznice
- LookLex: Egypt: Zagazig  Arhivirana inačica izvorne stranice od 5. lipnja 2011. (Wayback Machine)